# Erik Buck
Erik Buck (4. juni 1923 i København – 1982) var en dansk industriel designer. Han designede i en skandinavisk modernistisk stil og skabte møbler som stole, taburetter og skabe med en organisk og funktionel æstetik. Buck brugte ofte tekstil og læder sammen med træ som teak, eg og palisander.
Erik Buck fik sin første succes med Model 49 stolen fra 1949, som er produceret både som spisestol og loungestol. Stolen har et svævende, buet sæde og en klassisk skandinavisk stil. Hans mest kendte design er Model 61 barstolen fra 1961. Mange af Bucks design er navngivet efter det år, de blev skabt, især dem, der blev produceret af møbelfabrikanten Oddense Maskinsnedkeri.
Andre design af Buck inkluderer Captain Chair (1957) fremstillet på Ørum møbelfabrik som var en del af Skovgaard Jensen Møblers 4 fabrikker, Model 310-spisestol til Chr. Christiansen (1960'erne) og en T-formet barstol i palisander til Dyrlund (1960'erne).
Skovgaard Jensen(1903-) eksisterer stadig som virksomhed og der produceres gennem virksomheden stadig Captain Chair-modeller 67 og 67-C, Jazz Chair-model 310, Stool taburet-model 08, Lounge model-68
Erik Buck tog sin uddannelse indenfor møbeldesign i København hvor han blandt andre også havde Finn Juhl som lærer i studietiden.